# Consejo de Estado para la Paz y el Desarrollo
El Consejo de Estado para la Paz y el Desarrollo (en birmano နိုင်ငံတော်အေးချမ်းသာယာရေးနှင့်ဖွံ့ဖြိုးရေးကောင်စီ; IPA: [nàiNŋàNdɔ̀ éiʤáN θàja yéi n̥ḭN pʰṵNpʰyo yéi kaùNsì]; abreviado SPDC) es el nombre oficial de la Junta militar de Birmania, que gobernó al país desde 1988 hasta 2010. Tras las elecciones de 1990 que ganó por una aplastante mayoría la Liga Nacional para la Democracia guiada por Aung San Suu Kyi, decidieron mantener el poder y el régimen militar en Birmania.
El régimen está acusado de persecuciones brutales a los opositores, estudiantes y minorías étnicas y de violar los Derechos Humanos. Ha aportado un cierto nivel de estabilidad al país a través del régimen autoritario.
Su nombre actual nace en 1997 cuando la junta anunció que cambiaban su nombre de "Concilio del Estado para el restablecimiento del orden y la ley" (SLORC en inglés State Law and Order Restoration Council) al actual SPDC.
El SPDC está compuesto de ministros del gobierno y de algunos oficiales del ejército. Son en total diecinueve miembros. A menudo son enviados a gobernar regiones interiores cuya autonomía varía de una región a otra.
El consejo se disolvió oficialmente el 30 de marzo de 2011, con la inauguración del nuevo gobierno.

## Presidentes de Birmania (1948 - actualidad)

### Presidentes de laUnión de Birmania(1948-1988)
- Sao Shwe Thaik (4 de enero de 1948 - 16 de marzo de 1952)
- Ba U (16 de marzo de 1952 - 13 de marzo de 1957)
- Win Maung (13 de marzo de 1957 - 2 de marzo de 1962)
- General Ne Win (2 de marzo de 1962 - 9 de noviembre de 1981) (Presidente del Consejo Revolucionario hasta 2 de marzo de 1974)
- General San Yu (9 de noviembre de 1981 - 25 de julio de 1988)
- Coronel Sein Lwin (25 de julio - 19 de agosto de 1988)
- Maung Maung (19 de agosto - 18 de septiembre de 1988)

### Presidentes del SLORC de la Unión de Myanmar (1988-1997)
- Generalísimo Saw Maung (18 de septiembre de 1988 - 23 de abril de 1992)
- Generalísimo Than Shwe (23 de abril de 1992 - 15 de noviembre de 1997)

### Presidentes del SPDC de la Unión de Myanmar (1997-2011)
- Generalísimo Than Shwe (15 de noviembre de 1997 - 30 de marzo de 2011)

### Presidentes de la República de la Unión de Myanmar (2011-actualidad)
- Thein Sein (30 de marzo de 2011)